# バークリー・スクエアのナイチンゲール
『バークリー・スクエアのナイチンゲール』（ナイチンゲールがバークレー広場で歌った、A Nightingale Sang in Berkeley Square）は、1939年に書かれ、1940年に発表されたイギリスのロマンティック・ポピュラーソング。
作詞はエリック・マシュヴィッツ、作曲はマニング・シャーウィン。